# 専門チャンネル

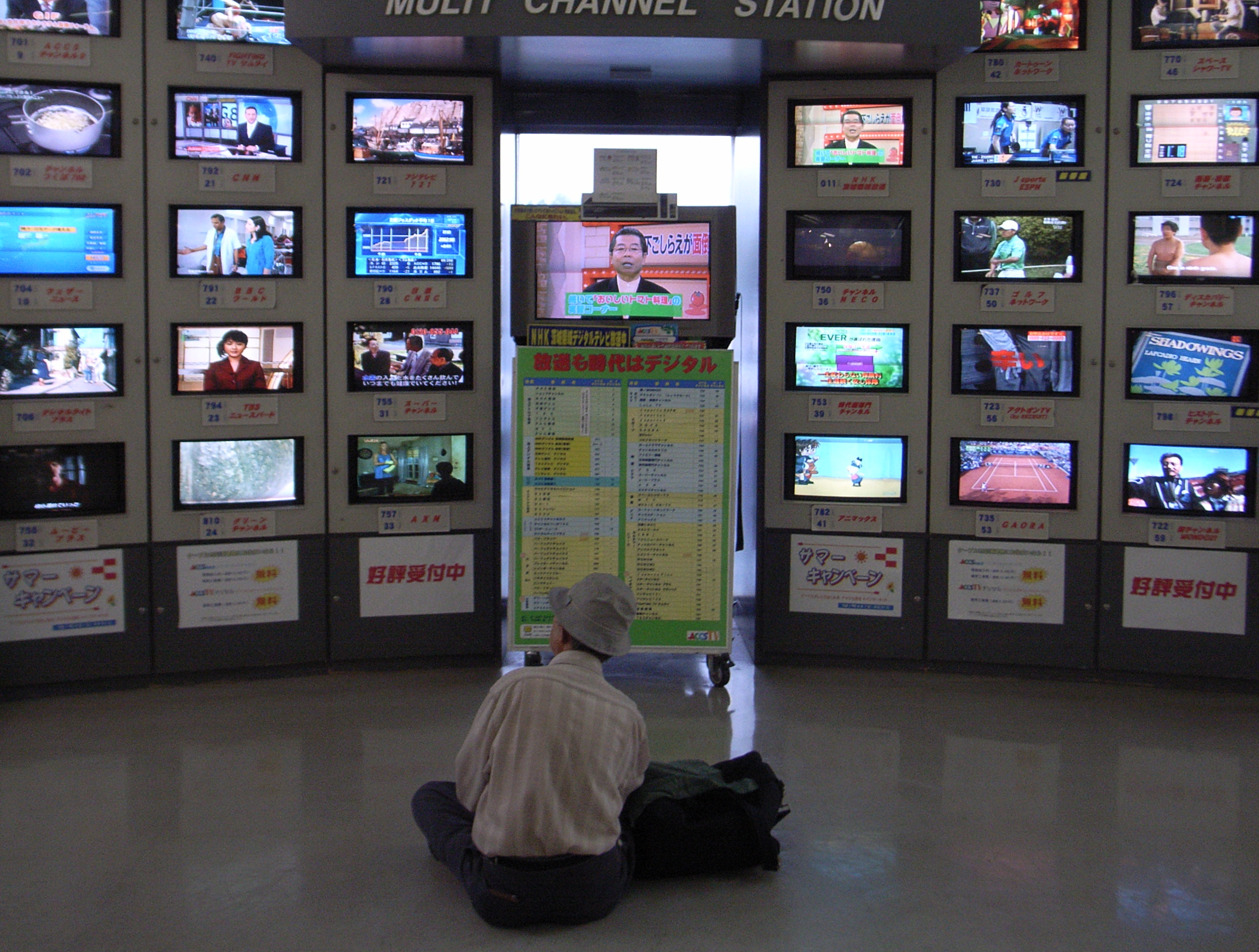
多チャンネル化（2007年撮影、日本・茨城県つくば市のケーブルテレビ局）

専門チャンネル（せんもんチャンネル）とは、テレビ放送等において、特定のジャンルに限った番組だけを放送するチャンネルのこと。対義語は総合編成。
多くの場合、通信衛星（CS）を通じての番組送信を行っている。この項ではCS以前の放送方法についても後述する。

## 概要
専門チャンネルは、地上波放送や、衛星放送のうち、放送衛星（BS）での無料放送チャンネルのような総合的な編成と異なる、特定のジャンルに絞った番組編成をとっている。多チャンネルのプラットフォーム（ケーブルテレビ（CATV）および光放送、衛星放送、IP放送など）において、主要なチャンネル群となっている。世にいうテレビの「多チャンネル化」とは通常、この専門チャンネルの拡大を指す。
おおむね通信衛星（CS）を通じての番組送信を行っているため、専門チャンネルを指して「CSチャンネル」「CS」などと呼称する場合もある。個人世帯向け多チャンネルプラットフォームは有料であるため、視聴料の支払いなしで視聴できる無料放送に対して単に「有料チャンネル」「ペイチャンネル」（参考：en:Pay television）と呼称する場合もある（語の運用の混乱については後述）。
個人世帯向けのほか、宿泊施設等で有料の「ペイチャンネル」などにも導入されている。
CATVの自主放送チャンネル（コミュニティチャンネルなど）はもっぱら地域情報を専門に扱うが、通常「専門チャンネル」とは呼ばれない。

## 日本の法制
日本のCS放送における専門チャンネルの法的位置づけは、制度発足当初は「衛星役務利用放送」または「CS委託放送」であったが、2011年の放送法改正により「衛星基幹放送」「衛星一般放送」へと整理された。「基幹放送」はBS衛星放送と同じ受信装置を用いる放送を対象とし、「一般放送」はそれ以外の全ての放送を対象とする。

### 2011年放送法改正前
番組内容に対する責任はこれらの放送事業者である衛星役務利用放送事業者並びに委託放送事業者が負うが、それとともにこれらの放送事業者はCATV、光放送、IP放送を行う事業者（有線テレビジョン放送事業者、有線役務利用放送事業者）へも自社CS放送と同時進行で通信回線（光回線のみの所もあれば、末端部または途中でCS回線を利用している所もある）を経由して番組を供給している事が多い（一部はCS放送そのものを供給用通信媒体としている場合もある）。
一方、有線テレビジョン放送及び有線役務利用放送において、地上波放送やBS衛星放送のサービスは、独自に番組内容改変や編成変更、送出を故意中断する事（サービスの維持に必要な保守作業時などやむを得ない場合を除く）が禁じられている「放送の再送信」となるが、専門チャンネルサービスは各CATV局等が独自制作・編成するチャンネル（コミュニティチャンネルなど）と同様の「自主放送」という扱いになり、番組内容に対する責任は個々のCATV局等の事業者が負う。
CS衛星放送で標準チャンネルパックの参加チャンネルは、CATV等それ以外の放送形態ではベーシックコースに入り、月額視聴基本料金に含まれる事が多い。標準チャンネルパック以外のチャンネルは各放送形態で単独チャンネル契約のオプションチャンネル（各々のチャンネルごとに契約する。一部セット適用あり）になることが多い。また、スカパー!プレミアムサービス・スカパー!では、原則として毎月第1日曜日に無料のノースクランブル放送「スカパー!プレミアムサービス・スカパー!無料の日」を開催しているが、CATV等自主放送の視聴制御権はCATV等事業者側にあるため、同時に放送される番組であっても、必ずしもCS放送と同時にノースクランブルになるとは限らない。

### 2011年放送法改正後
2011年の放送法改正後は上記の仕組みががらりと変わり、「演送分離」がより明確に位置付けられた。また、これに伴い、新たに電波法がこの事業を規制することとなった。
- 基幹放送局提供事業者 - 電波により放送番組を送り届ける事業者。電波法の規制対象となったが「基幹放送」に係る分のみ放送法の規制も受ける。東経110度上にある衛星を用いる事業者が該当する。
- 認定基幹放送事業者 - 前述の事業者を介して放送を行う事業者。
- 一般放送事業者 - 上2つ以外の事業者。この放送事業者が行う放送を提供する事業者は放送法ではなく、専ら電波法その他送出に係る媒体を対象とした法律のみの規制を受ける。なおケーブルテレビ事業者は前記に拘わらずこのカテゴリーに含まれる。
- 有料放送管理者 - 主に衛星放送で視聴契約や料金の管理を担う事業者。この改正よりも前に新たに規制対象として加えられた。

## 日本での歴史

### ケーブルテレビへの配信
- 日本の専門チャンネルは、CATV各社向けの「テープネット」、「物ネット」で始まった。各CATV局へ、番組コンテンツ入りのビデオテープを配給する形で番組配信が行われた（スター・チャンネル等）。全国共用の番組スケジュールに沿い（ガイド誌等掲載の番組表が共通スケジュールであった）、各社が各自一斉に同じスケジュールで放送した。
- 1989年、通信衛星SUPERBIRD等によるCSアナログ（通信衛星）配信がはじまる（スター・チャンネル、スペースシャワーTV等）。
- 1992年、通信衛星SUPERBIRD Bを使用した「スカイポート通信サービス」（株式会社スカイポートセンター）、通信衛星JCSAT-2を使用したCS BAANによるCSアナログ配信が始まる。CATV以外にもマンション、文化住宅、アパート等のいわゆる集合住宅やホテル等の共同受信設備を通しての視聴向けの配信も行われた。
- 1996年、通信衛星JCSAT-3を使用し、パーフェクTV!（現・スカパー!）のCSデジタル放送電波による配信が始まる。各戸への送信はまだアナログ波で行われていた。
- 1997年、通信衛星SUPERBIRD Cを使用し、ディレクTVのCSデジタル放送電波による配信が始まる。
- 1998年、通信衛星JCSAT-4Aを使用し、スカパー!スカイサービスのCSデジタル放送電波による配信が始まる。
- 2002年、通信衛星N-SAT-110デジタルCS放送電波による配信が始まる。
- 2002年、デジタルCATV向けに変調された信号を衛星によって各CATV局へ配信を行うi-HITS（5月サービス開始）、J-HITS（現・JC-HITS）のデジタル配信事業者の一形態HITS事業者が事業を開始。これらデジタル配信事業者を使った場合、送信もデジタル波となる。
- 2002年5月、日本デジタル配信（JDS）等で、上記HITS事業者のCS衛星からの信号やCSデジタル放送を受信し、変調方式をCATV向けに変調して光ファイバーで周辺のCATV局で配信を行うデジタル配信事業を開始。
- 2005年10月、JDS は光ファイバーでの配信を全国に広げたネットワークを構築した。このネットワークは伝送路に衛星を使わず天候障害の発生しない配信サービスとなっている。同時にハイビジョンチャネル（ディスカバリー HD等）の配信も開始。

### 個人向け放送
- 1980年代、従来、地上波テレビ放送の難視聴対策設備であったCATVで専門チャンネルの送信が始まる。アナログ波によるものであった。
- 1989年、放送法改正で通信衛星を使って個人宅向けの直接放送ができるようになる。
- 1992年7月、通信衛星SUPERBIRD Bを使用した「スカイポートTV」（宇宙通信）、同年、通信衛星JCSAT-2を使用したCS BAANによるCSアナログ放送がはじまる。CATVよりもチャンネル数は限られていた。
- 1996年10月1日、通信衛星JCSAT-3を用いたパーフェクTV!（現・スカパー!）のCSデジタル放送が始まる。
- 1997年12月1日、通信衛星SUPERBIRD Cを用いたディレクTV等のCSデジタル放送が始まる。
- 1998年3月31日、CS BAAN 放送終了。
- 1998年9月30日、スカイポートTV 放送終了。
- 1998年4月、通信衛星JCSAT-4Aを用いたスカイパーフェクTV!（現・スカパー!）スカイサービスのCSデジタル放送が始まる。
- 2000年10月7日、ディレクTV廃局。
- 2002年3月1日、通信衛星N-SAT-110を用いたプラットワンの110度CSデジタル放送が始まる。
- 2002年、一部ケーブルテレビ局でデジタル波放送による送信が始まる。
- 2002年7月1日、通信衛星N-SAT-110を使用してスカイパーフェクTV!2（現・スカパー!e2）の110度CSデジタル放送が始まる。
- 2002年、広義のケーブルテレビである有線役務利用放送が始まる。ビー・ビー・ケーブル株式会社によるBBTV（IPマルチキャスト方式）等がある。
- 2003年11月21日、標準テレビジョン方式の有線役務利用放送が始まる。K-CAT eo T.V. （現・K-CAT eo光テレビ、役務提供ケイ・オプティコム、役務利用ケイ・キャット）等。
- 2004年3月1日、スカイパーフェクTV!2 とプラットワンが統合、スカイパーフェクTV!110（現・スカパー!e2）となる。
- 2004年9月、スカイパーフェクTV!110 で、専門チャンネル初のハイビジョンチャンネル「スター・チャンネル ハイビジョン」が始まる。
- 2004年10月20日、通信衛星MBSatを使用してモバHO!のモバイル受信向けCSデジタル放送が始まる。
- 2008年10月1日、スカパー!においてハイビジョンチャンネルの放送が始まる。
- 2009年3月31日、モバHO!の放送終了。

## 用語の問題点
類義語を含め、名実不一致の例外的なチャンネルがあるなど用語としてそれぞれ問題点がある。そのためにどの呼び方もなかなか定着していない。
CSチャンネル
日本のCATV局ではデジタル配信事業者日本デジタル配信の全国光ネットワーク等でデジタル配信を受けている場合、伝送路を光ファイバーを主とし、通信衛星（CS）をまったく使っていない。また、TV5MONDEやチャンネル700等のようにCS衛星放送では実施されていないチャンネルも存在する。
ペイチャンネル
ショッピングチャンネルなどいくつか有料（ペイ）ではない無料チャンネルも存在する。また、この言葉はCATVにおいては「オプションチャンネル」の意として使われることがある。
専門チャンネル
民放キー局系のフジテレビワンツーネクストやTBSチャンネル、テレ朝チャンネルは地上波テレビ放送やBS無料放送のように様々なジャンルの番組を網羅する総合的な番組編成となっている（ただし、これらのチャンネルではニュース番組は編成されていない）。